# Plateau des Basaltes
Le plateau des Basaltes est un petit plateau de l'île de La Réunion, département d'outre-mer français dans le sud-ouest de l'océan Indien. Situé au cœur du massif du Piton de la Fournaise aux confins du territoire communal de Sainte-Rose, il marque l'extrémité nord du rempart des Sables et l'extrémité sud du rempart de la Rivière de l'Est. Ce faisant, il est placé au pied de la plaine des Remparts, qui le surplombe à l'ouest, mais se trouve lui-même à l'aplomb de la plaine des Sables, au sud-est, et du Fond de la Rivière de l'Est, au nord-est.
Le plateau des Basaltes s'est formé il y a environ 61 000 ans ; il constitue un vestige du premier remplissage de la caldeira de la plaine des Sables. Il est constitué de picrite, une roche magmatique riche en olivine, dénommée basalte de type océanite ou océanite,.

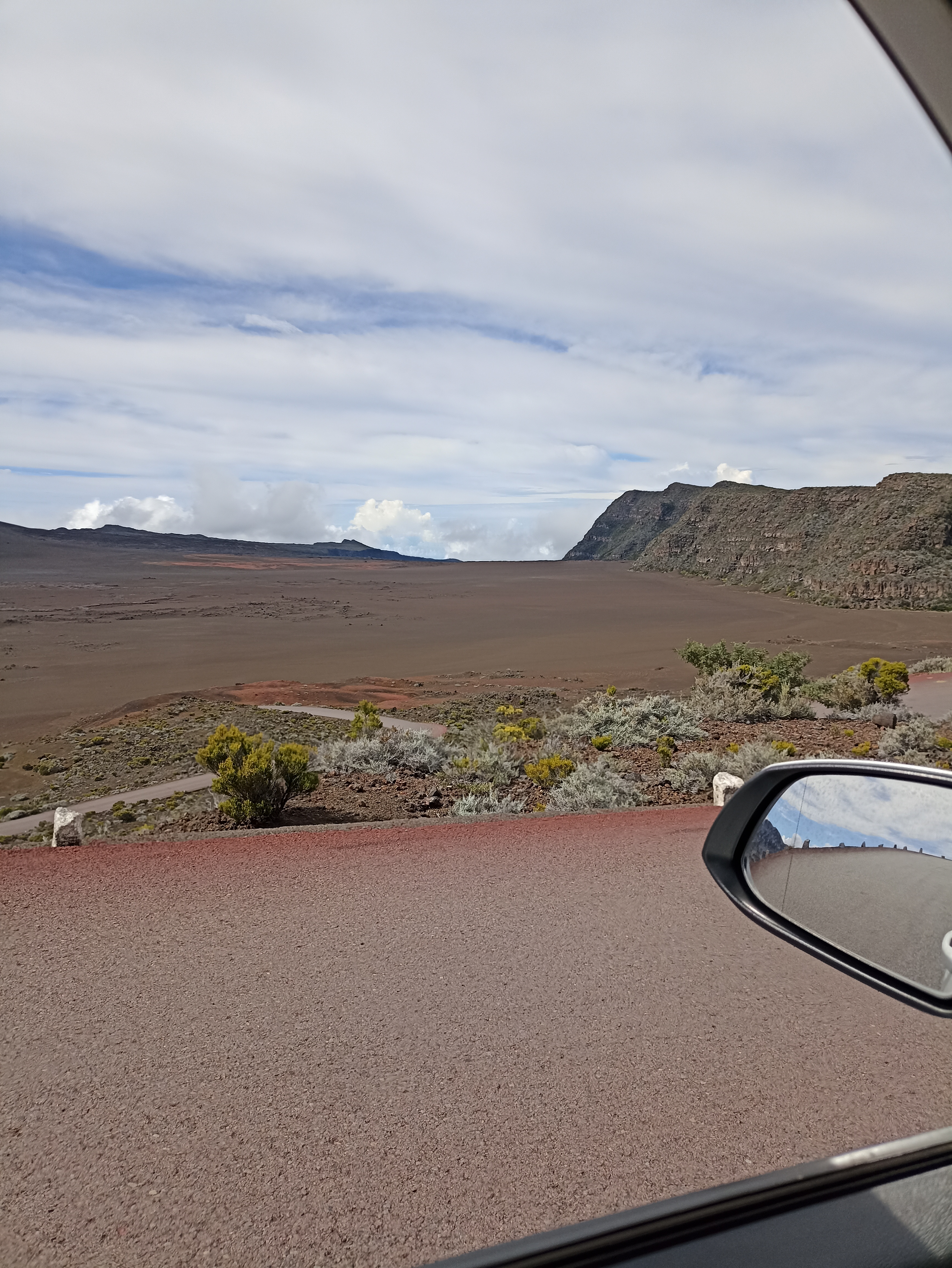
Vue depuis la route forestière du Volcan en 2023.